# Oxidación asimétrica catalítica

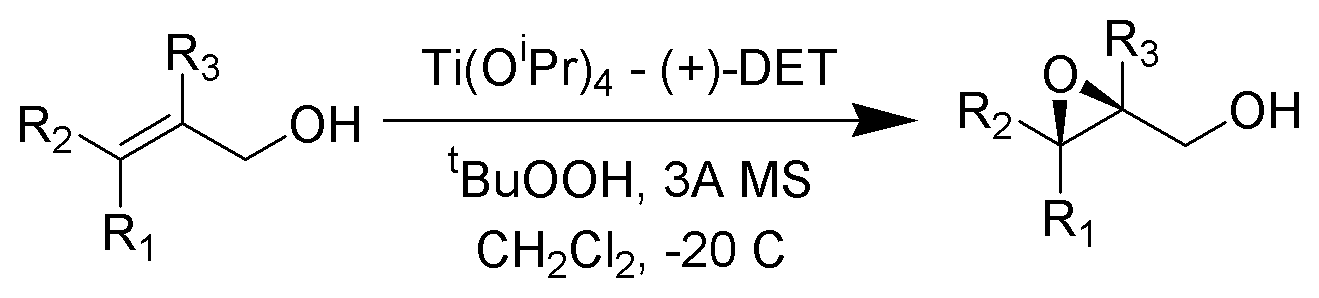
Ejemplo de oxidación asimétrica catalítica, la epoxidación de Sharpless.

La oxidación asimétrica catalítica es una técnica utilizada en química orgánica para oxidar varios sustratos para dar un producto enantioméricamente puro mediante el uso de catálisis.
Dentro de esta familia de reacciones, las más conocidas son:
- Epoxidación de Jacobsen de alquenos usando complejo de manganeso y ligando salen y NaOCl.[3]
- Epoxidación de Sharpless de alcoholes alílicos usnado isopropóxido de titanio, tartrato de dietilo e hidroxoperóxido de t-butilo.[4]
- Dihidroxilación asimétrica de Sharpless de alquenos usando dihidroquinina o ligandos de dihidroquinidina en torno a un centro metálico de osmio.[5][6]
- Oxiaminación de Sharpless.[7]
- Epoxidación de Shi de alquenos usando oxona y un catalizador quiral derivado de la fructosa.[8]
- Oxidación del enolato de sulfoniloxaziridina.[9]